# 미라노

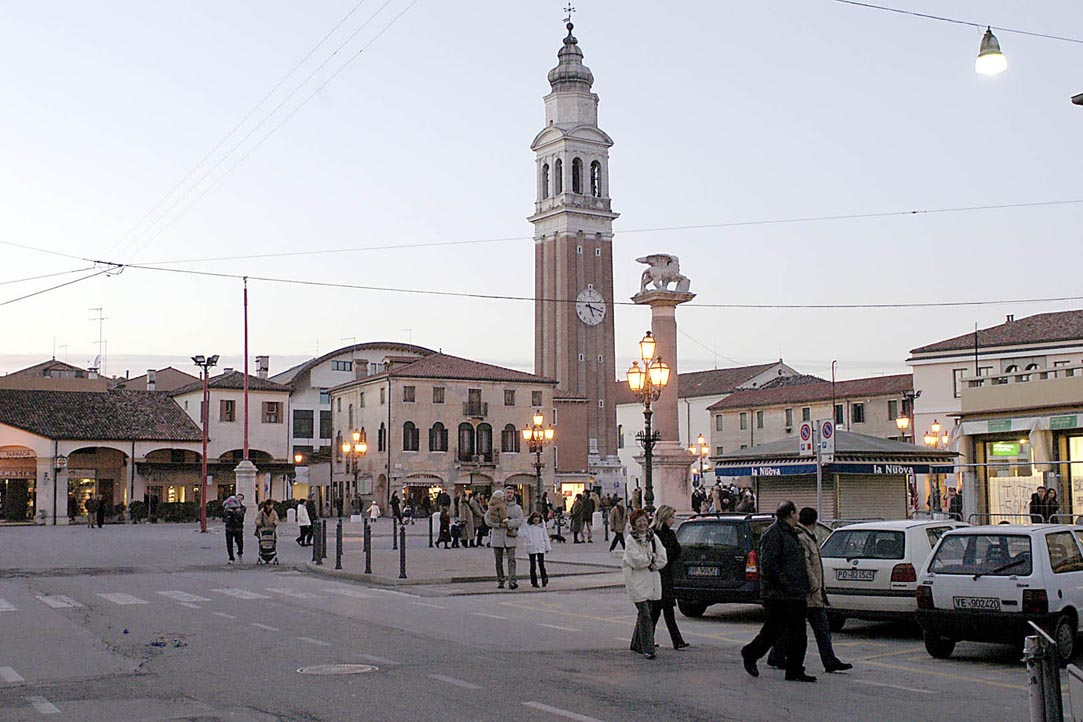

미라노(Mirano)는 이탈리아 베네토주 베네치아현의 도시이다.

## 방송
- JTBC 내 친구의 집은 어디인가 이탈리아 편 알베르토 몬디의 고향이기도 하다.